# Maerua oblongifolia
Maerua oblongifolia är en kaprisväxtart som först beskrevs av Peter Forsskål, och fick sitt nu gällande namn av Achille Richard. Maerua oblongifolia ingår i släktet Maerua och familjen kaprisväxter. Inga underarter finns listade i Catalogue of Life.

## Bildgalleri

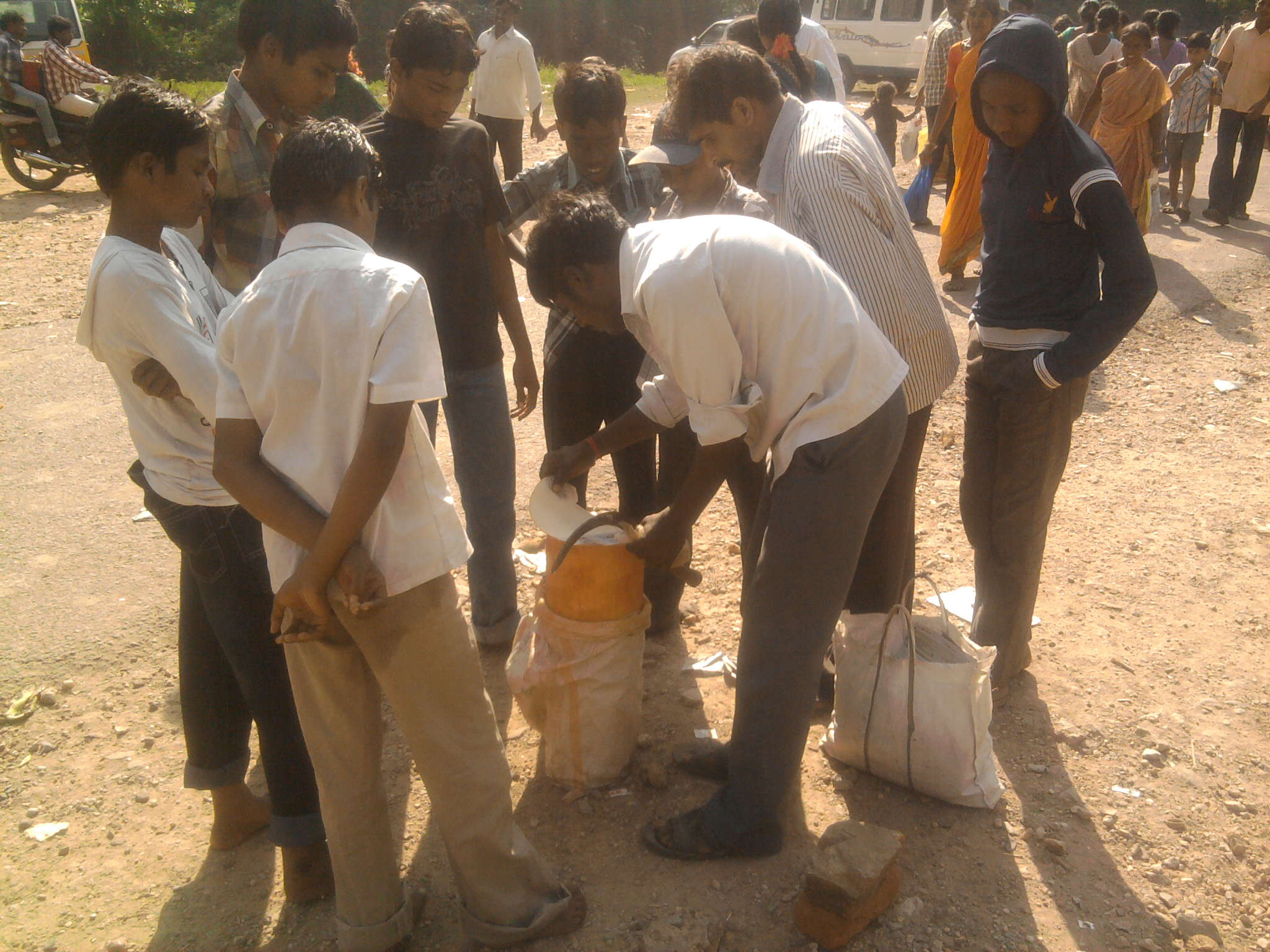